# Bádice
Bádice este o comună slovacă, aflată în districtul Nitra din regiunea Nitra. Localitatea se află la altitudinea de 187 m deasupra n.m., se întinde pe o suprafață de 4,11 km2 și în 2017 număra 349 de locuitori.

## Demografie
| An:                | 1994 | 2004 | 2014   | 2024    |
| ------------------ | ---- | ---- | ------ | ------- |
| Număr de persoane: | 0    | 337  | 320    | 399     |
| Diferență:         |      | –    | −5,04% | +24,68% |

| An:                | 2023 | 2024 |
| ------------------ | ---- | ---- |
| Număr de persoane: | 399  | 399  |
| Diferență:         |      | +0%  |